# 阿爾巴尼亞航空 (1991年成立)
阿爾巴尼亞航空是阿爾巴尼亞的國家航空公司，以地拉那特蕾莎修女國際機場作為樞紐。阿爾巴尼亞航空於1991年成立，2011年終止營運。

## 歷史
阿爾巴尼亞航空公司成立為1991年5月，名為Arberia航空，這時是一間私人航空公司為共產主義政治家阿爾巴尼亞。在1992年5月才重命名為阿爾巴尼亞航空及開始提供給公眾於1995年6月20日。這是一個合資企業由阿爾巴利亞政府和奧地利的Tyrolean航空而成，而Tyrolean航空就提供一架Dash 8，那架飛機是由加拿大的機師和維修人員去運作。在1997年，與Tyrolean航空的關係破裂，Tyrolean航空收回Dash 8，航空公司就變回私人航空公司和售給哈拉菲碩士父子集團。之後，航空公司重組業餘務，租賃一架空中巴士A320-231飛機由埃及的Shorouk航空。在2001年，航空公司提供4架圖波列夫 圖-134飛機去服務航班由地拉那往博洛尼亞、美因河畔法兰克福、伊斯坦布爾、普里什蒂納、羅馬和蘇黎世。在2001年7月，航空公司開始提升機隊類型，由英國航太公司的飛機取代圖波列夫的飛機，購買了一架BAe 146，另外兩架BAe 146於2003和2004年交付。這個提升過程開始開展新航線，例如比利時和德國。

## 目的地
阿爾巴尼亞航空公司有以下定期國際航班（2009年6月）：
- 阿爾巴尼亞
  - 地拉那 （地拉那國際機場） 樞紐機場
- 德國
  - 美因河畔法兰克福 （法兰克福国际机场）
- 意大利
  - 博洛尼亞 （古列爾莫·馬可尼國際機場）
  - 都靈 （都靈國際機場）
  - 維羅納 （維羅納機場）
- 土耳其
  - 伊斯坦布爾 （阿塔图爾克國際機場）
- 英國
  - 倫敦  （倫敦斯坦斯特德機場）

## 機隊
阿爾巴尼亞航空公司有以下機隊（2009年3月28日）：
- 1 BAe 146-100（ZA-MAK）
- 1 BAe 146-200（ZA-MAL）
- 1 BAe 146-300（ZA-MEV）
- 1 麥道-82（ZA-ASA）（由全球飛行提供）

## 外部連結
- 阿爾巴尼亞航空公司官方網站
- 阿爾巴尼亞航空公司機隊